# Chaetodus columbicus
Chaetodus columbicus är en skalbaggsart som beskrevs av Rudolph Petrovitz 1970. Chaetodus columbicus ingår i släktet Chaetodus och familjen Hybosoridae. Inga underarter finns listade i Catalogue of Life.